# 蘇有朋
蘇有朋（1973年9月11日—），台灣男歌手、男演員、导演、制作人，生於臺北市。
15歲時考入臺北市立建國高級中學并被張小燕相中加入小虎隊，是小虎隊的小弟，成為風靡亞洲的偶像團體成員。1991年以優異成绩考入國立臺灣大學。小虎队解散後單飛，與吴奇隆、林志颖、金城武並稱為四小天王。
1997年，接拍瓊瑤的《還珠格格》飾演五阿哥一角，該劇以百分之六十五的收視率創造了中國大陸的收視奇蹟，之後主演《倚天屠龍记》、《情定愛琴海》、《楊門虎將》、《刁蠻公主》等八點檔電視劇，均坐收收視率冠軍寶座。2006年開始轉型，出演舞台劇《菊花香》，主演《将计就计》，《熱愛》等熱播劇。
2008年下半年起，以電影演出為主，並於2010年10月，以電影《風聲》（2009年上映）中的演出，得到中國大陸第30屆大眾電影百花獎最佳男配角獎。同年12月，以電影《康定情歌》，得到第二屆澳門國際電影節金蓮花獎最佳男主角獎。2011年8月，以近年來在電影中的傑出表現，獲得中國電影表演藝術學會第13屆金鳳凰獎評委會特別獎。
2012年制作并主演电视剧《非缘勿扰》，该剧打破央视收视纪录。
2015年上映的导演處男作《左耳》票房破5亿人民幣，更凭该电影获提名第52屆金馬獎最佳新导演奖；2017年上映的导演作《嫌疑人X的献身》，票房突破4亿人民幣。
2022年通过《披荆斩棘》重回唱跳舞台并获得总冠军。
2023年12月16日，在深圳开启他的个人巡演演唱会《蘇有朋在多重宇宙中遇见你演唱会》。

## 生平
蘇有朋1973年9月11日出生於台北市。幼年就讀台北市私立雙連幼稚園時，與金城武為同屆同學，但兩人並不同班。蘇有朋與他母親的農曆生日同為中秋節，因此取名「有朋」－家中有兩個月亮的意思。蘇有朋學業成績優異，高中畢業於第一志願台北市立建國中學，並考取國立台灣大學機械工程系（当年第5志愿），後來因為轉系失敗休學，因此沒有取得學士學位。

### 小虎隊時期
1988年，與吳奇隆和陳志朋組成男子團體小虎隊，並加入開麗創意組合經紀公司。當時蘇有朋只有十五歲，因當時就讀建國中學之故，經紀公司為他取了「乖乖虎」的外號。小虎隊本是為了當時中華電視公司（華視）所播出的《青春大對抗》節目所甄選的男性節目助理。工作內容是在節目的錄製現場幫忙帶動氣氛和協助安置節目道具。同時，經紀公司並訓練小虎隊三人做一些簡單的歌舞表演，以便節目串場之用。但無心插柳柳成蔭，三位少年在節目中曝光之後，因為外貌清秀、形象健康，受到當時台灣少男少女的廣泛喜愛，不少少女更常在開麗辦公室及華視大樓外，等候小虎隊。經紀公司看到小虎隊引發如此風潮，便安排小虎隊在同一經紀公司的師姐──女子團體憂歡派對的專輯中合唱，試試市場反應。在這張「新年快樂」合輯中，小虎隊演唱了「新年快樂」（與憂歡派對合唱）、「青蘋果樂園」、「彩色青春彩色夢」三首歌曲，專輯推出後，受到市場的熱烈支持，小虎隊成為當時台灣最受歡迎的偶像團體之一。
由於小虎隊會玩會唸書的形象相當良好，歌曲曲風健康清新，不但受到當時台灣青少年歡迎，也改變了社會上對於演藝人員較為負面的印象，和歌迷間亦有「重榮譽、守秩序」的口號及規範。有些父母還陪著小孩一起追小虎隊。然而，即使經紀公司為了讓小虎隊成員都能夠兼顧學業，把出唱片及宣傳、排練舞蹈、錄製節目、拍電影等工作都儘可能安排在寒暑假期間，但仍難免會影響到三位少年的學業，尤其是背負考大學壓力的蘇有朋。由於小虎隊的演藝工作繁忙，蘇有朋在建中一、二年級的課業成績並不理想，在蘇有朋家人和經紀公司的幾番討論之下，決定讓蘇有朋在升上高三之後，暫停小虎隊的所有工作，專心唸書。蘇有朋在閉關苦讀一年，窮盡心力追回先前落後的課業之後，於1991年7月，考上了台灣大學的機械工程學系（就當年的成績排序，為理工組的第五志願）。 之後蘇重新歸隊小虎隊，推出了新專輯《愛》。專輯再度把小虎隊推向一波高峰。同年，小虎隊亦因受到中國大陸青少年喜愛，進而獲邀到大陸進行賑災義演，並舉辦多場演唱會，成為第一組至大陸演出的臺灣藝人。
在赴大陸巡演回來之後，聲勢如日中天的小虎隊，卻因為成員小帥虎陳志朋接獲召集令，必須入伍服役，在1991年12月，小虎隊推出第六張專輯《再見》之後，小虎隊便暫別舞台。在陳志朋服役期間，吳奇隆及蘇有朋推出個人專輯，在台灣和香港市場上也獲得不錯的成績，並和當時同樣受到青少年喜愛的偶像──金城武和林志穎，併稱為台灣演藝圈的四小天王。1993年，陳志朋退伍歸隊，三人再度合作，推出小虎隊專輯《星光依舊燦爛》。此時的小虎隊因為年齡漸長，開始面臨轉型問題。加上過去兩年吳奇隆和蘇有朋的個人特色和市場上年輕的偶像眾多，小虎隊逐漸以團體及單飛並行出唱片。
重組後的小虎隊陸續推出《星光依舊燦爛》、《快樂的感覺永遠一樣》、《庸人自擾》三張專輯，只有《星光依舊燦爛》較佳，其他兩張專輯在推出之後，因為演藝圈的偶像藝人輩出，年輕歌迷擁有多種選擇，原有的小虎迷分散成三人的個別歌迷等原因，銷量不如重組前的小虎隊。1995年12月，小虎隊推出了最後一張專輯《庸人自擾》並舉辦了三場爆滿的「龍騰虎嘯演唱會」後，因飛碟唱片於1996年初被正式收購而離開。小虎隊雖然沒有言明解散，但自此之後，就沒有再推出專輯。之後，三人的演藝工作，也都從唱片圈轉向戲劇。

### 與課業的抉擇
於1994年10月17日唸大三的蘇有朋做出了震驚台灣演藝圈的決定─向台灣大學辦理休學手續。消息一出，媒體大幅報導，貶抑的聲浪多過理解，社會上謾罵的語句多過於諒解，因為蘇有朋優異的學業成績（建中及台大）幾乎成為了社會及家長們心中好孩子及優等生的代名詞，而歌迷們也形成支持及反對兩派。整個社會及輿論壓力，讓蘇有朋面臨了人生及事業的巨大低潮。對蘇有朋個人來說，才剛考上建中就加入小虎隊的他，幾乎是頂著整個台灣社會對於優等生形象及要求在過日子，唸書及考試的壓力比同齡的學生大，在他所著的「我在建中的日子」一書（2003年再版時，更名為「青春的場所」），以及部份媒體訪談中，蘇有朋不諱言自己在高三閉關的那一年，一直被同一種惡夢糾結著，「我怕要是我沒有考好，在路上遇到一些帶著小孩的媽媽們，一定都會指著我，然後跟他們的小孩說，『你看，那就是只會玩不會唸書的乖乖虎』」，而有人更是以看好戲的心態，等著看他究竟能考上什麼學校。在這樣的壓力下，17歲的蘇有朋考上了台大機械工程系，更加坐實了「乖乖虎」的優等生形象。
但進了大學之後的蘇有朋才發現，自己對於機械工程一點興趣都沒有，當初是為了向社會大眾及歌迷證明自己及小虎隊是「會玩會唸書」的，所以在填志願時都按照分數排行榜的學校及學系來填，完全沒有顧慮到自己的喜好及未來。因此進了台大的蘇有朋一邊從事忙碌演藝工作，一邊唸書，也和幾個同樣覺得選錯系的同學一起準備轉系考試，並選修想轉入系別的相關課程（企管），但大二及大三兩次的轉系考試中，蘇有朋都沒能轉系成功。尤其是第二次轉系考試，經紀公司的同仁不慎走漏風聲，媒體報導了蘇有朋想轉系的新聞，新聞一出，在台大引起不小的風波。甚至，有企管系的老師在班上詢問同學（投票決定），覺得該不該讓蘇有朋轉到我們企管系（當年為工管系企管組）來。
至此，蘇有朋轉系的成功率幾近於零，但若留在機械工程系上再繼續唸，他得補不少當初因為選修企管類學分，而放棄的機械工程本科課程，得多唸兩年才能拿到大學文憑。他考慮並和家人和經紀公司討論過後，大三的蘇有朋決定休學，他說，「就算我把機械工程的課程唸完，拿到文憑，我也不可能去當機械工程師。如果要繼續做演藝工作，那取得機械工程的文憑又有什麼意義。」
但是這個決定，讓他“乖乖虎”的形象受損，也使他的演藝工作受到了衝擊。在1995年小虎隊「龍騰虎嘯演唱會」結束之後，蘇有朋到英國遊學，遠離台灣社會關注的目光和壓力，遊學數月。

### 參與主持節目
- 回國之後，除了出唱片之外，也開始接觸主持及戲劇。
- 1996年，蘇有朋與曹蘭、董至成共同主持華視益智節目《大家開獎》。

### 戲劇生涯
1997年，接拍了瓊瑤的《還珠格格》1998年《還珠格格》在台灣上映，受到了觀眾的喜愛，創下極高的收視率。接著，《還珠格格》在中國大陸、香港、東南亞、韓國等地陸續上映，在大陸以百分之65的收視率創造了大陸收視率的奇迹。之後主演《情深深雨蒙蒙》《倚天屠龙记》《情定爱琴海》《楊門虎將》《魔術奇缘》《刁蛮公主》《將計就計》《熱愛》等八點連續劇，均为收視率冠军，其中《情定爱琴海》《刁蛮公主》在韓國東南亞掀起收視熱潮。使他成为韓國最受歡迎外國男演員，《将计就计》《热爱》则为他的转型奠定了基础。是名副其实的“电视剧收视王”甚至出现他的7部电视剧同时在各大电视台暑期档反复播出的奇观。2008年起转战影坛，凭借《风声》夺得第30届大众电影百花奖最佳男配角奖，因《康定情歌》夺得第二届澳门国际电影节最佳男主角奖，斩获影帝。2011年，荣获第十三届中国电影表演艺术学会金凤凰奖评委会特别奖。2012年首度制作并主演电视剧《非缘勿扰》，被央视以史上时装剧最高价格收购，央视新闻多次播出其预告片，且打破央视收视记录。2013年荣获亚洲偶像盛典“年度最具实力制作人"及"年度杰出艺人"奖。同年11月，该片荣获第九届中美电影节优秀中国电视剧“金天使奖”。

### 导演新身份
2015年4月24日苏有朋首次担任导演，改编自饶雪漫同名小说的电影《左耳》全国上映。 苏有朋为执导该部电影，推掉了2014年全年所有的商演，专心做导演。该片最终票房突破5亿。苏有朋也凭借《左耳》提名台湾金马奖最佳新导演奖，和荣获第23届北京大学生电影节最受大学生欢迎导演奖。 
2016年苏有朋以纪录片形式完成了他的第一部微电影作品《住在幸福大街的王大妈》，该片于在第40届香港国际电影节上举行首映。
2017年3月31日，其执导的改编自东野圭吾同名小说的电影《嫌疑人x的献身》在全国上映。 该片最终票房直逼5亿。

### 重回唱跳舞台
2022年9月16日，苏有朋参加芒果TV自制全景音乐竞演综艺《披荆斩棘》，初舞台表演小虎队歌曲，引起回忆杀和苏有朋女孩热潮。 他也成为总决赛成团名披荆斩棘年度总冠军。 
2023年1月21日，苏有朋第三次登上春晚舞台并表演两首歌曲。

## 音樂作品

### 個人專輯
| #    | 專輯資料             | 發行日期       | 唱片公司          | 語言      | 曲目 |
| ---- | -------------------- | -------------- | ----------------- | --------- | --- |
| 1st  | 《我只要你愛我》     | 1992年12月10日 | 飛碟唱片          | 國語      | 曲目 1. 勇氣 2. 你我之間 3. 我真的真的好喜歡你 4. 不同 5. 遇上愛情就不聰明 6. 我只要你愛我 7. 否認 8. 獨立宣言 9. 我知道我在做什麼 10. 重視我的夢好嗎                                                           |
| 2nd  | 《等到那一天》       | 1993年7月10日  | 飛碟唱片          | 國語      | 曲目 1. 等到那一天 2. 擦肩而過 3. 珍重吧!我的愛 4. 當愛情迷惑了我 5. 把愛帶回你身邊 6. 回到從前 7. 等到那一天(年輕情懷版) 8. 愛人的心是不是在乎我 9. 自作多情 10. 你準備好了嗎                                  |
| 3rd  | 《珍惜的背包》       | 1994年3月10日  | 飛碟唱片          | 國語      | 曲目 1. 珍惜 2. 背包 3. 真心癡心換你的心 4. 傷心的故事太多 5. 那一場夢 6. 寒流 7. 關於四季 8. 心事重重 9. 似真似假 10. 分手的情書                                                                               |
| 4th  | 《傷口》             | 1994年11月10日 | 飛碟唱片          | 國語      | 曲目 1. 傷口 2. 無悔 3. 最愛你的人 4. 心怕痛 5. 記得我的好 6. 青鳥 7. 愛好苦 8. 我的朋友 9. Fall In Love 10. 情傷                                                                                               |
| 5th  | 《愛上你的一切事情》 | 1995年2月27日  | 華納唱片 (香港)   | 粵語      | 曲目 1. 感情 2. 惟願你知道 3. 飛鳥的天地 4. 夏日炎炎 5. 下雨天 6. 寧願一個人 7. 愛上你的一切事情 8. 秋天的最愛 9. 把心給我 10. 乖乖的放假 11. 讓我無悔愛上 12. 寧願一個人(Rock Ballad Version) 13. 感情(演奏版) |
| 6th  | 《走》               | 1995年9月15日  | 飛碟唱片          | 國語      | 曲目 1. 序曲 2. 三百六十五個夢 3. 不要打聽我的去向 4. 時差 5. 人在風中 6. 走 7. 清場 8. 烙 9. 輕輕放掉 10. 尋找                                                                                                 |
| 7th  | 《風聲雨聲聽蘇聲》   | 1995年12月10日 | 飛碟唱片          | 國語/粵語 | 曲目 1. 倦了(粵語) 2. 天地一沙鷗 3. 思念就像一首歌 4. 屬於我屬於你 5. 發動我的青春 6. 最愛的朋友 7. 覺醒 8. 我的心你一定看得見 9. Crazy For You 10. 你的笑容是我溫暖的所有                                      |
| 8th  | 《你快不快樂》       | 2000年8月10日  | 擎天娛樂          | 國語      | 曲目 1. 你快不快樂 2. 逃兵 3. 大小姐 4. 我們怎麼會愛成這樣 5. 你是我的No.1 6. 深愛着你 7. 我一直都在 8. 真的愛過就好 9. 把美眉 10. 原諒                                                                         |
| 9th  | 《不只深情》         | 2001年7月13日  | 天中文化          | 國語/粵語 | 曲目 1. 深情(粵語) 2. 來生緣 3. 102%愛情 4. 忘了我忘了你 5. 一路順風（蘇有朋/舒高） 6. 三里屯 7. 三個人流淚(粵語) 8. 在乎 9. 我的好心情 10. 幸福一萬年 11. 出口                                                 |
| 10th | 《玩真的》           | 2002年6月14日  | 天中文化 擎天娛樂 | 國語      | 曲目 1. 玩真的（蘇有朋/潘瑋柏） 2. 出去走走 3. 愛情告訴我 4. 你知道我在等你嗎 5. 愛 6. 快樂主義 7. 不想開口 8. 第三十天 9. 愛人的心是不是在乎我 10. 同桌的你                                                    |
| 11th | 《以前以後》         | 2004年6月2日   | 天中文化 擎天娛樂 | 國語      | 曲目 1. Intro-以前的Before 2. 臨時演員 3. 起跑點 4. 戀愛視窗 5. 回憶郵差 6. 夢見北極光 7. 柏拉圖的永恆（蘇有朋/李芳） 8. 零分Lucky Day 9. 左心房的痛 10. 你是我的一滴淚 11. Outro-以後After 12. 我              |

### 精選輯
| #   | 專輯資料        | 發行日期       | 唱片公司          | 語言      | 曲目 |
| --- | --------------- | -------------- | ----------------- | --------- | --- |
| 1st | 《擦肩而過》    | 1994年1月10日  | 飛碟唱片          | 國語      | 曲目 1. 等到那一天(年輕情懷版) 2. 擦肩而過(月光版) 3. 愛人的心是不是在乎我 4. 否認 5. 不同 6. 勇氣 7. 我只要你愛我 8. 你準備好了嗎 9. 你我之間 10. 回到從前 11. 珍重吧!我的愛 12. 思念就像一首歌 13. 擦肩而過(日光版) |
| 2nd | 《這般發生》    | 1994年7月15日  | 華納唱片 (香港)   | 國語/粵語 | 曲目 1. 這般發生(粵語) 2. 愛人的心是不是在乎我 3. 我的心你一定看得見 4. 遇上愛情就不聰明 5. 我只要你愛我 6. 分手的情書 7. 真心癡心換你的心 8. 擦肩而過 9. 天地一沙鷗 10. 珍惜 11. 等到那一天 12. 珍重吧!我的愛 13. 君子要動手(粵語) |
| 3rd | 《瞭解 精选辑》 | 2000年9月18日  | 華納唱片 (台灣)   | 國語      | 曲目 1. 勇氣 2. 我只要你愛我 3. 否認 4. 背包 5. 擦肩而過 6. 走 7. 傷口 8. 珍重吧!我的愛 9. 珍惜 10. 最愛的朋友 11. 等到那一天 12. 無悔 13. 三百六十五個夢 14. 發動我的青春 15. 青鳥 16. 思念就像一首歌 |
| 4th | 《最愛》        | 2002年12月27日 | 天中文化 擎天娛樂 | 國語      | 曲目 Disc 1 1. 雪來的時候 2. 你快不快樂 3. 逃兵 4. 玩真的 5. 幸福一萬年 6. 我的好心情(康師傅綠茶2001年廣告曲) 7. 你是我的No.1 8. 走 9. 大小姐 10. 愛情告訴我 11. 深愛着你 12. 傷口 Disc 2 1. 愛情戰爭下的俘虜 2. 來生緣(2002年激情搖滾版) 3. 102%愛情 4. 在乎 5. 一路順風（蘇有朋/舒高） 6. 出去走走 7. 愛(2002年上海演唱會Live版) 8. 把美眉 9. 背包 10. 同桌的你(2002年激情搖滾版) 11. 我一直都在 12. 我只要你愛我(2002年上海演唱會Live版) |

### 单曲
| 年份 | 单曲名           | 备注                                   |
| ---- | ---------------- | -------------------------------------- |
| 2004 | 《憧憬》         | 电视剧《魔术奇缘》插曲                 |
| 2004 | 《你可以不懂》   | 古装电视剧《杨门虎将》插曲以及片尾曲   |
| 2005 | 《烦着呢》       | 古装电视剧《刁蛮公主》主题曲，合唱歌曲 |
| 2005 | 《你是我的》     | 古装电视剧《刁蛮公主》片尾曲           |
| 2008 | 《最遥远的距离》 | 广告歌曲                               |
| 2010 | 《带着爱》       | 电影《四个丘比特》主题曲               |
| 2010 | 《康定情歌》     | 电影《康定情歌》主题曲，合唱歌曲       |
| 2010 | 《梦见刘三姐》   | 电影《寻找刘三姐》主题曲，合唱歌曲     |
| 2010 | 《黑暗的微光》   | 电影《密室之不可告人》主题曲           |
| 2013 | 《爱上自己》     | 《非缘勿扰》主题曲                     |
| 2013 | 《相见太晚》     | 《非缘勿扰》片尾曲                     |
| 2014 | 《老天有眼》     | 《甜蜜杀机》电影歌曲                   |
| 2018 | 《中餐厅》       | 《中餐厅》第二季主题曲，合唱歌曲       |
| 2019 | 《温驯的外衣》   | 苏有朋作曲                             |
| 2022 | 《玫瑰急救箱》   |                                        |
| 2023 | 《我最大的奇迹》 |                                        |
| 2023 | 《爱在时光里》   | 广告歌曲                               |

## 派台歌曲成績（香港地區）
| 派台歌曲四台上榜最高位置 | 派台歌曲四台上榜最高位置 | 派台歌曲四台上榜最高位置 | 派台歌曲四台上榜最高位置 | 派台歌曲四台上榜最高位置 | 派台歌曲四台上榜最高位置 | 派台歌曲四台上榜最高位置 |
| ------------------------ | ------------------------ | ------------------------ | ------------------------ | ------------------------ | ------------------------ | ------------------------ |
| 唱片                     | 歌曲                     | 903                      | RTHK                     | 997                      | TVB                      | 備註                     |
| 1994年                   |                          |                          |                          |                          |                          |                          |
| 擦肩而過                 | 擦肩而過                 | -                        | -                        |                          | -                        |                          |
| 這般發生                 | 這般發生                 | -                        | -                        |                          | -                        |                          |
| 這般發生                 | 君子要動手               | -                        | -                        |                          | -                        |                          |
| 愛上你的一切事情         | 寧願一個人               | -                        | -                        |                          | -                        |                          |
| 愛上你的一切事情         | 秋天的最愛               | -                        | -                        | -                        | -                        |                          |
| 愛上你的一切事情         | 夏日炎炎                 | -                        | -                        | -                        | -                        |                          |
| 1995年                   |                          |                          |                          |                          |                          |                          |
| 愛上你的一切事情         | 愛上你的一切事情         | -                        | -                        | -                        | -                        |                          |
| 2001年                   |                          |                          |                          |                          |                          |                          |
| 不只深情                 | 深情                     | -                        | -                        | -                        | -                        |                          |

| 各台冠軍歌總數 | 各台冠軍歌總數 | 各台冠軍歌總數 | 各台冠軍歌總數 | 各台冠軍歌總數    |
| -------------- | -------------- | -------------- | -------------- | ----------------- |
| 903            | RTHK           | 997            | TVB            | 備註              |
| 0              | 0              | 0              | 0              | 四台冠軍歌總數：0 |

*表示歌曲仍在該榜上

## 演唱会
| 名称                                     | 日期          | 城市                     |
| ---------------------------------------- | ------------- | ------------------------ |
| 《逍遥 货柜 小虎队》巡回演唱会（小虎队） | 1989.5-1989.6 | 台湾                     |
| 《青春本色·歡樂天地》（小虎队）          | 1991          | 西安 12場                |
| 《小虎隊武漢演唱會》（小虎队）           | 1991          | 武汉                     |
| 《再見小虎队》歌友會（小虎队）           | 1991.12.15    | 台湾                     |
| 《星光依旧灿烂》歌友会（小虎队）         | 1993.12.19    | 台湾                     |
| 虎啸龙腾狂飚95演唱会（小虎队）           | 1995.04       | 台北、彰化、新加坡、大连 |
| 苏有朋上海个人演唱会                     | 2002.03.22    | 上海                     |
| 长城.居庸关(苏有朋.康師傅绿茶)演会       | 2002.08.31    | 北京                     |
| 苏有朋《在多重宇宙遇見你巡迴演唱會》     | 2023.12.16    | 深圳                     |
| 苏有朋《在多重宇宙遇見你巡迴演唱會》     | 2023.12.24    | 南京                     |
| 苏有朋《在多重宇宙遇見你巡迴演唱會》     | 2023.12.31    | 合肥                     |
| 苏有朋《在多重宇宙遇見你巡迴演唱會》     | 2024.01.06    | 上海                     |
| 苏有朋《在多重宇宙遇見你巡迴演唱會》     | 2024.01.13    | 蘇州                     |
| 苏有朋《在多重宇宙遇見你巡迴演唱會》     | 2024.01.20    | 成都                     |
| 苏有朋《在多重宇宙遇見你巡迴演唱會》     | 2024.01.27    | 金華                     |
| 苏有朋《在多重宇宙遇見你巡迴演唱會》     | 2024.03.02    | 杭州                     |
| 苏有朋《在多重宇宙遇見你巡迴演唱會》     | 2024.04.20    | 无锡                     |
| 苏有朋《在多重宇宙遇見你巡迴演唱會》     | 2024.04.27    | 武汉                     |
| 苏有朋《在多重宇宙遇見你巡迴演唱會》     | 2024.05.04    | 郑州                     |
| 苏有朋《在多重宇宙遇見你巡迴演唱會》     | 2024.05.11    | 北京                     |
| 苏有朋《在多重宇宙遇見你巡迴演唱會》     | 2024.05.17    | 长沙                     |
| 苏有朋《在多重宇宙遇見你巡迴演唱會》     | 2024.06.01    | 广州                     |
| 苏有朋《在多重宇宙遇見你巡迴演唱會》     | 2024.06.15    | 西安                     |
| 苏有朋《在多重宇宙遇見你巡迴演唱會》     | 2024.06.29    | 重庆                     |

## 演出作品

### 電視劇
| 首播／拍攝 | 劇名                                | 角色                |
| ---------- | ----------------------------------- | ------------------- |
| 1991年     | 《母雞带小鴨》                      | 梁志朋              |
| 1996年     | 《偶像一级棒》                      | 方健雄              |
| 1998年     | 《還珠格格》                        | 五阿哥-愛新覺羅永琪 |
| 1998年     | 《布袋和尚》之《仙女奇缘》          | 程榮                |
| 1998年     | 《一品夫人芝麻官》/《台灣第一巡撫》 | 阿勝師傅（客串）    |
| 1999年     | 《老房有喜》/《表妹吉祥》           | 蘇小鵬              |
| 1999年     | 《還珠格格2》                       | 五阿哥-愛新覺羅永琪 |
| 1999年     | 《絕代雙驕》                        | 花無缺              |
| 2001年     | 《情深深雨濛濛》                    | 杜飛                |
| 2001年     | 《絕世雙驕》                        | 風無缺（客串）      |
| 2002年     | 《少年張三豐》                      | 易天行              |
| 2002年     | 《相約青春》                        | 徐敬濤              |
| 2002年     | 《无敌县令》／《拍案驚奇》          | 杭鐵生              |
| 2002年     | 《麻辣高校生》之《老師我愛你》      | 趙友朋（客串）      |
| 2003年     | 《倚天屠龍記》                      | 張無忌、張翠山      |
| 2003年     | 《心動列車之南向北向的列車》        | 阿晃                |
| 2004年     | 《楊門虎將》                        | 杨延朗              |
| 2004年     | 《情定愛琴海》                      | 陸恩祈              |
| 2005年     | 《魔術奇緣》                        | 吳俊安              |
| 2006年     | 《刁蠻公主》                        | 朱允                |
| 2007年     | 《將計就計》                        | 莊若龍              |
| 2009年     | 《熱愛》                            | 蘇明濤              |
| 2013年     | 《非緣勿擾》                        | 陸西諾              |
| 2013年     | 《天龍八部》                        | 無崖子（客串）      |

### 電影
| 首次上映 | 片名                                     | 角色           |
| -------- | ---------------------------------------- | -------------- |
| 1990年   | 《遊俠兒》                               | 小乖           |
| 1995年   | 《號角響起》（港譯《四個不平凡的少年》） | 羅志堅         |
| 1996年   | 《泡妞專家》                             | 蘇有培         |
| 1996年   | 《白太阳》                               | 蔡悟           |
| 1998年   | 《红娘》                                 | 張生           |
| 2000年   | 《大赢家》                               | 施笙紫         |
| 2000年   | 《白棉花》                               | 馬成功         |
| 2001年   | 《初戀的故事》                           | 玉海           |
| 2002年   | 《手足情深》                             | 張家聰         |
| 2003年   | 《爺爺的家》                             | 志嘉           |
| 2006年   | 《塔克拉瑪干》                           | 成成           |
| 2008年   | 《愛情呼叫轉移2：愛情左右》              | 選秀狂人——郭影 |
| 2009年   | 《風聲》                                 | 白小年         |
| 2009年   | 《愛到底-第六号浏海》                    | 開場白口白     |
| 2010年   | 《孤島秘密戰》                           | 客串           |
| 2010年   | 《四個丘比特》                           | 齊泊霖         |
| 2010年   | 《尋找劉三姐》                           | 韋文德         |
| 2010年   | 《密室之不可告人》                       | 柳飛雲         |
| 2010年   | 《康定情歌》                             | 李蘇杰         |
| 2011年   | 《星海》                                 | 蕭友梅         |
| 2011年   | 《少年鄧恩銘》                           | 一水族大哥     |
| 2011年   | 《密室之不可靠岸》                       | 柳飛雲         |
| 2012年   | 《殺生》                                 | 牛醫生         |
| 2012年   | 《銅雀台》                               | 漢獻帝劉協     |
| 2012年   | 《一九四二》                             | 宋子文         |
| 2012年   | 《三个未婚妈妈》                         | 顾东海         |
| 2014年   | 《最佳嫌疑人》                           | 林以泰         |
| 2014年   | 《甜蜜殺機》                             | 王志毅         |
| 2014年   | 《四大名捕大结局》                       | 宋徽宗         |
| 2016年   | 《誰的青春不迷茫》                       | 錢老師(客串)   |

### 電影配音
| 首播／拍攝 | 片名                           | 角色           |
| 1997年     | 《小倩》中文版                 | 十方大師       |
| 2001年     | 《两只小鸟》中文版             | 普得纳（小鸟） |
| 2009年     | 《交汇点》反人口贩卖公益动画片 | CHAN           |

### 话剧
| 年份   | 節目名稱     | 角色     | 備註                                         |
| ------ | ------------ | -------- | -------------------------------------------- |
| 2006年 | 《菊花香》   | 金承宇   |                                              |
| 2006年 | 《电影之歌》 | 少年影生 | 2006年6月30日中国大型音乐舞台剧第二站-上海站 |

## 導演作品

### 电影
| 播映   | 片名              |
| ------ | ----------------- |
| 2015年 | 《左耳》          |
| 2017年 | 《嫌疑人X的獻身》 |

### 微电影
| 播映   | 片名                     |
| ------ | ------------------------ |
| 2016年 | 《住在幸福大街的王大妈》 |

## 出版作品

### 書籍
| 出版日期    | 書名                          | 出版社     | ISBN               |
| ----------- | ----------------------------- | ---------- | ------------------ |
| 1991年      | 《永遠的小虎隊》（小虎隊）    | 晨星出版社 | ISBN 9789575831936 |
| 1993年      | 《最真的朋友》寫真集          |            |                    |
| 1995年8月   | 《我在建中的日子》            | 聯合文學   | ISBN 9789575224172 |
| 1999年7月01 | 《超级优秀生 ：苏有朋》       | 珠海出版社 | ISBN 9787806075814 |
| 2003年      | 《青春的場所》                | 现代出版社 | ISBN 9787801880857 |
| 2004年      | 《男人與地中海》寫真集        |            |                    |
| 2006年      | 《DREAM--寫在話劇菊花香之前》 |            |                    |

## 獎項

### 演员獎項
| 年份   | 頒獎典禮                                         | 獎項                                       | 作品               | 結果 |
| 1990年 | 十大最高票房电影                                 |                                            | 《游侠儿》         | 獲獎 |
| 1993年 | 大成报                                           | 1993年度影剧杰出艺人                       |                    | 獲獎 |
| 2001年 | 小时候迷恋偶像                                   | 第一名                                     |                    | 獲獎 |
| 2002年 | 新加坡亚洲人气偶像50强                           | 季军                                       |                    | 獲獎 |
| 2004年 | 2004年中国最受欢迎电视演员                       | 冠军                                       |                    | 獲獎 |
| 2004年 | 新加坡亚洲人气偶像50强                           | 亚军                                       |                    | 獲獎 |
| 2005年 | 新加坡亚洲人气偶像50强                           | 亚军                                       |                    | 獲獎 |
| 2005年 | 2005年中国100名明星人气排行榜                    | 第20名                                     |                    | 獲獎 |
| 2006年 | 2005年度电视剧十佳男演员                         | 第一名                                     |                    | 獲獎 |
| 2006年 | 腾讯娱乐中国2006星光大典                         | 风尚男演员                                 |                    | 獲獎 |
| 2006年 | 腾讯娱乐中国2006星光大典                         | 港台地区最受欢迎男演员                     |                    | 獲獎 |
| 2006年 | MTV超级盛典                                      | 最具风格电视男演员                         |                    | 獲獎 |
| 2006年 | TOM集团                                          | 网络英雄会四大小生                         |                    | 獲獎 |
| 2006年 | 孩子的选择                                       | 最受孩子喜欢艺人大奖                       |                    | 獲獎 |
| 2007年 | 华鼎奖                                           | 港台地区最佳影视男演员奖                   |                    | 獲獎 |
| 2007年 | 华鼎奖                                           | 公眾最滿意演藝明星團體獎                   |                    | 獲獎 |
| 2007年 | 华鼎奖                                           | 朋迷获“最佳公众形象粉丝团”                 |                    | 獲獎 |
| 2007年 | 2006年度电视剧十佳男演员                         | 第一名                                     |                    | 獲獎 |
| 2007年 | CCTV中国文艺榜                                   | 港台电影男演员 第二名                      |                    | 獲獎 |
| 2007年 | BQ2006年度红人榜暨首届平面贺岁大典               | 港台地区最受欢迎男演员                     |                    | 獲獎 |
| 2007年 | BQ红人榜                                         | 年度星月对话红人奖、年度最具风格着装奖     |                    | 獲獎 |
| 2007年 | 第四届时尚·COSMO2007年度美容大奖                 | 年度最佳造型奖                             |                    | 獲獎 |
| 2007年 | 美度风尚之夜2007年度 men’s uno最IN男明星颁奖盛典 | 至IN品位男明星                             |                    | 獲獎 |
| 2008年 | 风尚志                                           | 年度风尚网络人气男明星                     |                    | 獲獎 |
| 2009年 | 全球娱乐热势力                                   | 2009港台最红人网络评选港台演员最红人第五名 |                    | 獲獎 |
| 2009年 | 乐享中华·美丽发现—新浪网络盛典新中国60年专场     | 最具飞跃电影演员奖                         |                    | 獲獎 |
| 2010年 | 2009腾讯星光大典年度                             | 飞跃电影男演员                             |                    | 獲獎 |
| 2010年 | 第30屆大眾電影百花獎                             | 最佳男配角                                 | 《風聲》           | 獲獎 |
| 2010年 | 第2屆澳門國際電影節金蓮花獎                      | 最佳男主角                                 | 《康定情歌》       | 獲獎 |
| 2010年 | 第1届纽约中国电影节                              | 最受欢迎演员奖                             | 《寻找刘三姐》     | 獲獎 |
| 2010年 | 第1届太原大学生电影节                            | 最受欢迎男演员奖                           | 《密室之不可告人》 | 獲獎 |
| 2011年 | 第13届中国电影表演艺术学会金凤凰奖               | 特别奖                                     | 《康定情歌》       | 獲獎 |
| 2012年 | 第4届澳门国际电影节                              | 最佳男配角奖                               | 《三个未婚妈妈》   | 提名 |
| 2013年 | 亚洲偶像盛典                                     | 年度杰出艺人                               |                    | 獲獎 |
| 2014年 | 第1届中国电视演员形象榜                          | 港台演员形象金榜                           |                    | 獲獎 |

### 导演獎項
| 年份   | 頒獎典禮               | 獎項                 | 作品     | 結果 |
| 2015年 | 第52屆金馬獎           | 最佳新導演           | 《左耳》 | 提名 |
| 2015年 | 第24届上海影评人奖     | 最佳新人导演奖       | 《左耳》 | 提名 |
| 2016年 | 2015微博之夜           | 新力量导演奖         | 《左耳》 | 獲獎 |
| 2016年 | 第23届北京大学生电影节 | 最受大学生欢迎导演奖 | 《左耳》 | 獲獎 |

### 歌手獎項
| 年份   | 頒獎典禮                        | 獎項                                     | 作品                   | 結果 |
| 1989年 | 十大畅销专辑                    |                                          | 《逍遥游》             | 獲獎 |
| 1989年 | 十大畅销专辑                    |                                          | 《新年快乐》           | 獲獎 |
| 1989年 | TOP10偶像排行榜                 | 年度总排行 第一名                        |                        | 獲獎 |
| 1990年 | 金曲龙虎榜                      | 秋季总排行第二名                         | 《红蜻蜓》             | 獲獎 |
| 1990年 | 金曲龙虎榜                      | 夏季总排行第一名                         | 《红蜻蜓》             | 獲獎 |
| 1990年 | 金曲龙虎榜                      | 年度总排行第二名                         | 《红蜻蜓》             | 獲獎 |
| 1990年 | 第一届台湾金曲奖                | 最佳组合奖                               |                        | 獲獎 |
| 1990年 | 十大畅销国语专辑                | 第一名                                   | 《星星的约会》         | 獲獎 |
| 1991年 | 金曲龙虎榜                      | 年度总排行 第二名                        | 《爱》                 | 獲獎 |
| 1991年 | 金曲龙虎榜                      | 冬季总排行 第二名                        | 《再见》               | 獲獎 |
| 1991年 | 金曲龙虎榜                      | 秋季总排行第一名                         | 《爱》                 | 獲獎 |
| 1992年 | 十大最受欢迎偶像                | 最佳形象偶像                             |                        | 獲獎 |
| 1993年 | 十大最受欢迎偶像                | 最佳形象偶像                             |                        | 獲獎 |
| 1993年 | 金曲龙虎榜                      | 冬季总排行 第一名                        | 《星光依旧灿烂》       | 獲獎 |
| 1994年 | 十大最受欢迎偶像                | 最佳形象偶像                             |                        | 獲獎 |
| 1994年 | 知音时间年度十大专辑            | 第七名                                   | 《快乐的感觉永远一样》 | 獲獎 |
| 1994年 | 日本富士电视台亚洲金曲MTV劲爆榜 | 十二月份总冠军                           | 《快乐的感觉永远一样》 | 獲獎 |
| 1994年 | 金曲龙虎榜                      | 冬季总排行 第二名                        | 《快乐的感觉永远一样》 | 獲獎 |
| 1994年 | 金曲龙虎榜                      | 年度总排行 第七名                        | 《快乐的感觉永远一样》 | 獲獎 |
| 1994年 | 日本富士电视台台湾地区艺人代表  | 冠军                                     |                        | 獲獎 |
| 1994年 | 香港十大中文金曲頒獎音樂會      | 最有前途新人獎銅獎                       |                        | 獲獎 |
| 1995年 | 台湾十大偶像                    | 第四名                                   |                        | 獲獎 |
| 1995年 | 金曲龙虎榜                      | 冬季总排行 第五名                        | 《庸人自扰》           | 獲獎 |
| 1996年 | 新加坡SBC 933                   | 十大最受欢迎歌曲                         | 《快乐的感觉永远一样》 | 獲獎 |
| 2001年 | 新加坡十大金曲                  | 金曲奖                                   | 《你快不快乐》         | 獲獎 |
| 2002年 | 大马第二届红人奖颁奖典礼        | “乐坛超人气歌手”银奖                     |                        | 獲獎 |
| 2003年 | 百首怀念金曲                    | 第十名                                   | 《新年快乐》           | 獲獎 |
| 2003年 | 中央电视台同一首歌              | 人气最旺十大金曲冠军                     | 快乐主义               | 獲獎 |
| 2003年 | 劲爆十大金曲奖                  | 港台地区传媒推荐最佳歌手奖               |                        | 獲獎 |
| 2003年 | 东南劲爆音乐榜                  | 劲爆最佳公益歌曲奖劲爆港台内地最旺人气奖 |                        | 獲獎 |
| 2004年 | 第2届东南劲爆音乐榜             | 港台劲爆十大金曲                         | 你是我的一滴泪         | 獲獎 |
| 2004年 | 第2届东南劲爆音乐榜             | 内地爆最旺人气                           |                        | 獲獎 |
| 2004年 | 第2届东南劲爆音乐榜             | 传媒推荐港台地区最佳男歌手               |                        | 獲獎 |
| 2004年 | 劲爆十大金曲奖                  | 港台地区传媒推荐最佳歌手奖               |                        | 獲獎 |
| 2005年 | 第二届釜山音乐节                | 台湾代表音乐贡献奖                       |                        | 獲獎 |
| 2005年 | CCTV中国文艺榜                  | 港台男歌手 第二名                        |                        | 獲獎 |
| 2010年 | 春节联欢晚会                    | 歌舞类一等奖                             |                        | 獲獎 |

### 制作人獎項
| 年份   | 頒獎典禮     | 獎項           | 作品         | 結果 |
| 2013年 | 亚洲偶像盛典 | 年度实力制作人 | 《非缘勿扰》 | 獲獎 |

### 其他獎項
| 年份   | 頒獎典禮                       | 獎項                             | 作品 | 結果 |
| 1995年 | 美国加州府                     | 最佳形像艺人奖                   |      | 獲獎 |
| 1995年 | 美国加州府                     | 洛杉矶州政府颁发荣誉市民奖       |      | 獲獎 |
| 2006年 | 中国援助母亲大型慈善晚会       | 形象大使                         |      | 獲獎 |
| 2007年 | 时尚集团14周年“乐活之夜”       | 乐活精神奖                       |      | 獲獎 |
| 2007年 | 新加坡卡迪乐                   | 鳄鱼慈善大使                     |      | 獲獎 |
| 2007年 | 中国扶贫                       | 宣传使者                         |      | 獲獎 |
| 2007年 | 韩国中华TV                     | 中韩文化交流奖                   |      | 獲獎 |
| 2007年 | 中国扶贫基金会                 | 温暖大使                         |      | 獲獎 |
| 2007年 | 星光大典                       | 最受欢迎爱心艺人奖、年度精英博客 |      | 獲獎 |
| 2008年 | 国际佛光会                     | 杰出艺人与特别贡献奖             |      | 獲獎 |
| 2008年 | 第二届群星慈善会               | 最具感染力慈善之星               |      | 獲獎 |
| 2009年 | 珠海出任首届海洋博览会         | 海洋宣传大使                     |      | 獲獎 |
| 2009年 | 希望工程20年                   | 杰出公益人物                     |      | 獲獎 |
| 2010年 | 中国影响2009时尚盛典           | 年度突破之星                     |      | 獲獎 |
| 2010年 | 芭莎明星慈善夜                 | 十大慈善明星                     |      | 獲獎 |
| 2010年 | 2010旅游盛典                   | 明星旅行家                       |      | 獲獎 |
| 2011年 | 时装杂志周年庆典               | 特别推动奖                       |      | 獲獎 |
| 2012年 | 2012年度青春励志人物榜单候选人 |                                  |      | 提名 |

## 外部連結
- 蘇有朋的新浪微博
- 蘇有朋的Instagram帳戶
- 蘇有朋的官方抖音號 （页面存档备份，存于）
- 蘇有朋 ALEC SU的Facebook專頁(官方)（繁體中文）
- 蘇有朋在互联网电影资料库（IMDb）上的資料（英文）
- 蘇有朋在香港影庫上的簡介
- 蘇有朋在时光网上的簡介（简体中文）
- 蘇有朋在豆瓣上的资料（简体中文）
- 蘇有朋在台灣電影網上的資料（繁體中文）